# Newton megye (Missouri)
Newton megye az Amerikai Egyesült Államokban, azon belül Missouri államban található. Megyeszékhelye és legnagyobb városa Neosho. Lakosainak száma 58 648 fő (2020. április 1.). Newton megye Jasper, McDonald, Lawrence, Barry, Ottawa és Cherokee megyékkel határos.

## Népesség
A megye népességének változása:
| Lakosok száma | 58 125 | 58 805 | 59 040 | 58 845 | 58 615 | 58 648 |
|               | 2010   | 2011   | 2012   | 2013   | 2015   | 2020   |